# 수일여자중학교
수일여자중학교(水一女子中學校)는 대한민국 경기도 수원시 장안구 조원동에 있는 공립 중학교이다.

## 학교 연혁
- 1974년 12월 27일 : 수일 여자 중학교 15학급 설립인가
- 1975년 2월 15일 : 초대 고창균 교장 취임
- 1975년 3월 5일 : 개교 및 입학식
- 1975년 6월 20일 : 개교 기념식
- 1987년 : 수일여중 배구부 창단
- 1990년 7월 6일 : 경기도수원교육청 지정 사회과 시범학교 운영보고
- 1998년 11월 27일 : 경기도교육청지정 과학교과교육 연구 중심학교 운영보고
- 2004년 3월 1일 : 도지정 학교 숲가꾸기 시범학교 운영
- 2008년 10월 16일 : 저작권연구학교 보고회 운영
- 2013년 3월 1일 : 혁신학교 개교(30학급 774명)
- 2016년 3월 1일 : 26학급 인가
- 2017년 3월 1일 : 혁신학교 재지정(22학급 603명)
- 2023년 9월 1일 : 제16대 고은희 교장 취임
- 2024년 1월 5일 : 제47회 졸업식(138명, 누계 23.651명)
- 2024년 3월 4일 : 제50회 입학(4학급 96명)

## 참고 자료
- 수일여자중학교 - 한국교육학술정보원 학교알리미